# سود نسبی (روابط بین‌الملل)
سود نسبی یا دستاورد نسبی (انگلیسی: Relative gain) در روابط بین‌الملل، اقدامات حاکمیت دولت تنها در رابطه با موازنه قدرت و بدون توجه به عوامل دیگر مانند اقتصاد است. در روابط بین‌الملل، همکاری ممکن است برای توازن قدرت ضروری باشد، اما نگرانی در مورد دستاوردهای نسبی به دلیل کیفیت پایین اطلاعات در مورد رفتار و منافع سایر کشورها، این همکاری را محدود می‌کند.